# Lepeophtheirus monacanthus
Lepeophtheirus monacanthus är en kräftdjursart som beskrevs av Carl Bartholomäus Heller 1865. Lepeophtheirus monacanthus ingår i släktet Lepeophtheirus och familjen Caligidae. Inga underarter finns listade i Catalogue of Life.